# USS Wildcat (AW-2)
USS Wildcat (AW-2) – amerykański okręt pomocniczy z okresu II wojny światowej. Pełnił służbę w United States Navy jako destylarnia wody.
Pierwotnie planowano budowę statku typu Liberty o nazwie SS "Leon Godchaux". Jednak zanim rozpoczęto budowę jednostkę przydzielono US Navy. Otrzymał oznaczenie IX-130 i nazwę "Wildcat" 27 października 1943. Stępkę położono zgodnie z zamówieniem Maritime Commission (typ Z-ET1-S-C3, MCE hull 1934) 16 listopada 1943 w stoczni Delta Shipbuilding Company w Nowym Orleanie. Zwodowany 7 stycznia 1944. 4 lutego 1944 otrzymał oznaczenie AW-2. Dostarczony marynarce 16 lutego, wszedł do służby jako USS "Wildcat" (AW-2) następnego dnia.
W czasie wojny służył m.in. na Nowej Gwinei i Filipinach dostarczając jednostkom marynarki wodę. 
Po wojnie brał udział w operacji Crossroads.
Wycofany ze służby 17 stycznia 1947. Skreślony z listy floty 10 czerwca 1947. Przesunięty do rezerwy. Złomowany w latach 70. XX wieku.